# Liste des vallées de la Lune
Cet article recense les principales vallées situées sur la Lune : la surface de la Lune est couverte de reliefs, parmi eux existent de larges vallées qui ont été nommées par les sélénographistes au fil des observations. Dans la plupart des cas, le nom correspond au nom donné au cratère d'impact lunaire le plus proche.

| Nom                     | Coordonnées sélénographiques | Longueur | Éponyme                               | Cratère d'impact |
| ----------------------- | ---------------------------- | -------- | ------------------------------------- | ---------------- |
| Taurus-Littrow          | 20,07, 30,79                 | 21 km    | Monts Taurus et Joseph Johann Littrow | Littrow          |
| Vallis Alpes            | 48,5, 3,2                    | 166 km   | Alpes                                 | Aucun            |
| Vallis Baade            | −45,9, −76,2                 | 203 km   | Walter Baade                          | Baade            |
| Vallis Bohr             | 12,4, −86,6                  | 80 km    | Niels Bohr                            | Bohr             |
| Vallis Bouvard          | −38,3, −83,1                 | 284 km   | Alexis Bouvard                        | Aucun            |
| Vallis Capella          | −7,6, 34,9                   | 49 km    | Martianus Capella                     | Capella          |
| Vallis Inghirami (en)   | −43,8, −72,2                 | 148 km   | Giovanni Inghirami (en)               | Inghirami (en)   |
| Vallis Palitzsch        | −26,4, 64,3                  | 132 km   | Johann Palitzsch                      | Palitzsch (en)   |
| Vallis Planck (en)      | −58,4, 126,1                 | 451 km   | Max Planck                            | Planck (en)      |
| Vallis Rheita           | −42,5, 51,5                  | 445 km   | Anton Maria Schyrleus de Rheita       | Rheita           |
| Vallis Schrödinger (en) | −67, 105                     | 310 km   | Erwin Schrödinger                     | Schrödinger      |
| Vallis Schröteri        | 26,2, −50,8                  | 168 km   | Johann Hieronymus Schröter            | Schröter (en)    |
| Vallis Snellius         | −31,1, 56                    | 592 km   | Willebrord Snell                      | Snellius         |